# Rhoda Power
Pour les articles homonymes, voir Power.
Rhoda Dolores Le Poer Power, née le 29 mai 1890 à Altrincham, dans le Cheshire et morte le 9 mars 1957 à Londres), était une personnalité de la radio anglaise et une écrivaine pour enfants.

## Biographie
Rhoda Power est la fille de Philip Ernest Le Poer Power, agent de change, et de Mabel Grindley, née Clegg. Rhoda et ses sœurs, Eileen, historienne et universitaire, et Beryl, fonctionnaire, sont élevés par leur grand-père maternelle et leurs tantes, après que leur père a été reconnu coupable de fraude en 1891 et emprisonné. Leur mère est morte en 1903. Rhoda Power fréquente l'Oxford High School, puis elle étudie les langues modernes, l'économie et l'économie politique à l'université de St Andrews en Écosse, de 1911 à 1913.
Après un an aux États-Unis, Power travaille comme journaliste indépendante. En 1917, elle est gouvernante dans une famille russe, à Rostov-sur-le-Don.
Power commence à écrire des livres d'histoire pour enfants dans les années 1920, avec sa sœur Eileen et plus tard de manière indépendante. En 1927, elle entame une carrière d'animatrice à la BBC. Elle rejoint le département de la radio scolaire à Bristol en 1939 et y travaille le reste de sa vie, à l'exception d'une année passée à voyager en Amérique en 1946-1947. En 1950, elle est honorée d'un MBE pour son travail.
Le recueil d'histoires intitulé Redcap Runs Away, illustré par C. Walter Hodges, est un classique pour enfants, au moment de sa parution. Il raconte l'histoire d'un garçon de 10 ans qui se lie avec une bande de ménestrels du XIVe siècle.

## Publications
- Under Cossack and Bolshevik, 1919, (titre américain, Under the Bolshevik Reign of Terror)
- Union Jack Saints. Legends Collected and Rewritten, 1920
- Boys and Girls of History, 1926, with Eileen Power.  (ISBN 0-234-77093-7)
- Twenty Centuries of Travel. A Simple Survey of British History, 1926, with Eileen Power.
- Cities and Their Stories. An Introduction to the Study of European History, 1927, with Eileen Power
- The Age of Discovery from Marco Polo to Henry Hudson, 1927
- More Boys and Girls of History, 1928, with Eileen Power.  (ISBN 0-224-00503-0)
- How It Happened. Myths and Folk-Tales, 1930
- Richard the Lionheart and the Third Crusade, 1931
- Stories from Everywhere, 1931.  (ISBN 0-234-77180-1)
- Great People of the Past, 1932
- The Kingsway Histories for Juniors, 4 volumes, 1937-9
- Ten Minute Tales and Dialogue Stories, 1943
- The American Twins of the Revolution, 1943
- The Chinese Twins, 1944
- The Big Book of Stories from Many Lands
- Seven Minute Tales.  (ISBN 0-237-35135-8)
- Tales for the Telling.  (ISBN 0-237-44813-0)
- Here and There Stories, 1945
- The Indian Twins, pre-1950
- The Filipino Twins, 1949
- Redcap Runs Away, children's historical novel, 1952.  (ISBN 0-224-00503-0)
- The Spanish Twins, 1954
- We Were There, imaginary eye-witness accounts of historical events, 1955
- The French Twins, 1955
- We Too Were There. More Stories from History, 1956
- From the Fury of the Northmen: and Other Stories That Shaped Our Destiny in 18th to 19th Century England, 1957